# Farfalle

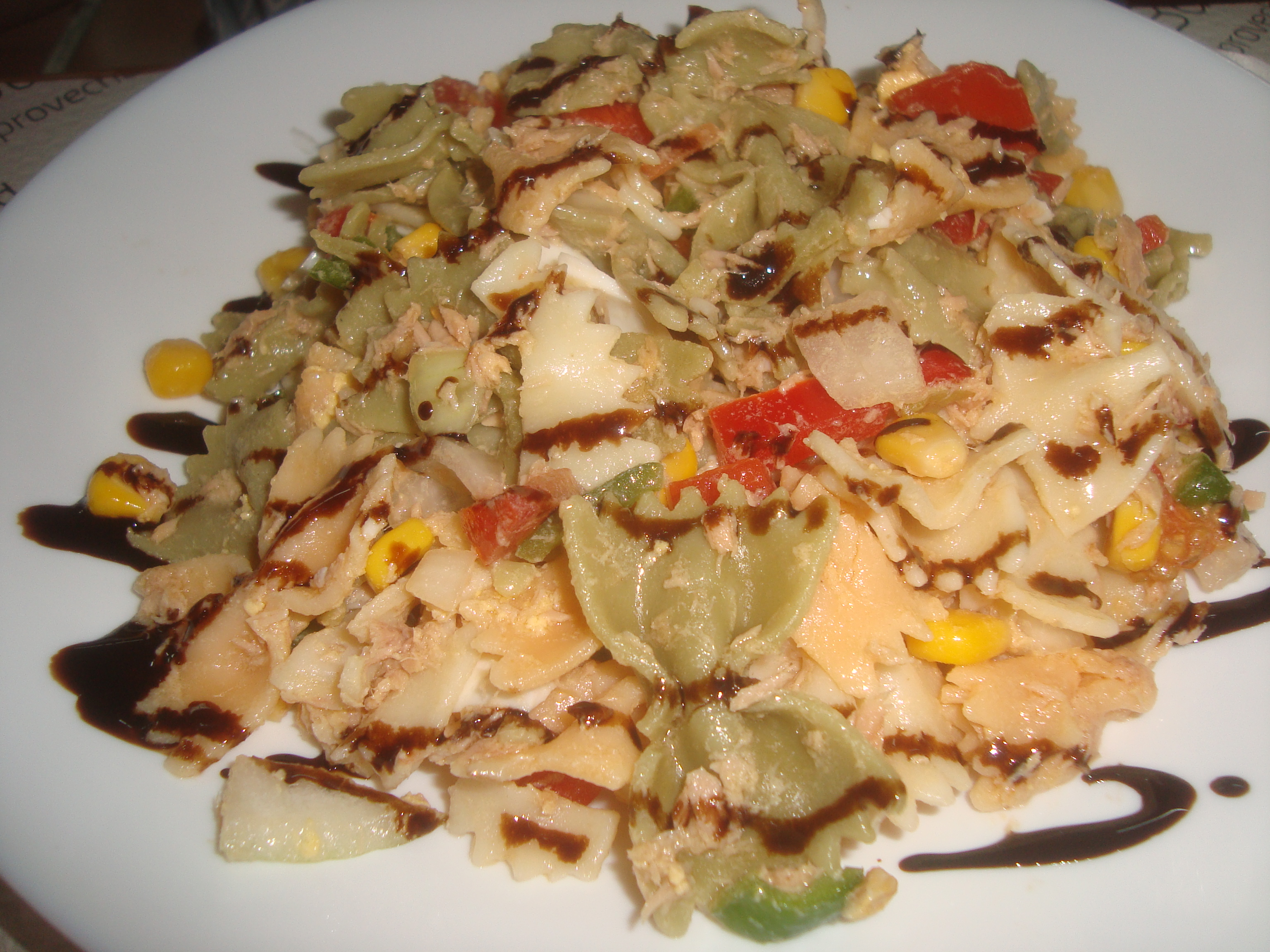
Ensalada de pasta Farfalle.

Farfalle es un tipo de pasta italiana en forma de corbata de moño o mariposa. De hecho,  su nombre se deriva de la palabra italiana farfalla (mariposa).  La «e» al final de la palabra es la terminación del plural femenino italiano, por lo que el significado literal de la palabra es «mariposas».

## Descripción
Su apariencia es la de un rectángulo de pasta dura con borde dentado aplastado por el centro, de forma que la lámina se curva y se hace algo más gruesa. De esta forma, los extremos recuerdan alas de mariposa.
Este tipo de pasta se desarrolló originalmente en el siglo XVI en las regiones de Lombardía y Emilia-Romaña, al norte de Italia, donde también es conocida en dialecto boloñés, en su versión al huevo, como strichetti (‘estrechados’).
Son variantes frecuentes: los farfalle tonde (‘redondos’), farfalle tricolori (‘tricolores’), farfalline (pequeño), farfalloni (grandes), fiocchi rigati (‘flecos rallados’, sin borde aserrado).

## Nombre comunes
Debido a su forma, este tipo de pasta también es referida como: moñitos, corbatitas (en Chile), lacitos (en Venezuela), moños o moñas.